# Lagunaria queenslandica
Lagunaria queenslandica är en malvaväxtart som beskrevs av Lyndley Alan Craven. Lagunaria queenslandica ingår i släktet Lagunaria och familjen malvaväxter. Inga underarter finns listade i Catalogue of Life.